# Championnat de Belgique de football de deuxième division 1926-1927
Navigation
saison précédente saison suivante
Cette page présente la treizième édition du championnat  du 2e niveau national belge. Ce championnat est le 1er joué sous l'appellation « Division 1 ».
Le prestige de la compétition est rehaussé puisque désormais ce 2e niveau est supérieur à la Promotion créée cette saison.
Dorénavant, le champion et son dauphin sont promus en Division d'Honneur et les trois derniers classés sont relégués en Promotion.
La lutte pour les deux places montantes n'engendre pas beaucoup de suspense. Le Liersche SK et le SC Anderlechtois se détachent rapidement. Finalement, le club lierrois garde un avantage de deux points sur son rival bruxellois.
En bas de tableau, le Skill Racing Union de Verviers est assez vite décroché. Quatre autres clubs restent longtemps concernés par les deux autres places de reléguables.

## Clubs participants
Quatorze clubs prennent part à cette édition, soit seulement la moitié de lors de la saison précédente.
| #  | Nom                                | Mat. | Ville        | Stades                        | En D2 depuis    | Total en D2 | S. précédente      |
| -- | ---------------------------------- | ---- | ------------ | ----------------------------- | --------------- | ----------- | ------------------ |
| 1  | Sporting Club Anderlechtois        | 35   | Anderlecht   | stade Emile Versé             | 1926-1927 (1re) | 5 saisons   | Div. d'Honneur 12e |
| 2  | Royal Club Sportif Verviétois      | 8    | Verviers     | ??                            | 1926-1927 (1re) | 5 saisons   | Div. d'Honneur 13e |
| 3  | Roya Tilleur Football Club         | 21   | Ougrée       | stade du Pont d'Ougrée        | 1926-1927 (1re) | 12 saisons  | Div. d'Honneur 14e |
| 4  | White Star Woluwe Athletic Club    | 47   | Woluwe-St-L. | rue de Kelle                  | 1925-1926 (2e)  | 4 saisons   | 4e Série A         |
| 5  | Royal Football Club Liégeois       | 4    | Rocourt      | stade Vélodrome               | 1924-1925 (3e)  | 10 saisons  | 6e Série B         |
| 6  | Uccle Sport                        | 15   | Uccle        | chaussée de Neerstalle        | 1923-1924 (4e)  | 9 saisons   | 4e Série B         |
| 7  | Lyra Turn en Sportvereniging       | 52   | Lierre       | Lyrastadion, Mechelsesteenweg | 1913-1914 (9e)  | 9 saisons   | 7e Série B         |
| 8  | Liersche Sportkring                | 30   | Lierre       | Lispersteenweg                | 1921-1922 (6e)  | 6 saisons   | 3e Série B         |
| 9  | Association Sportive Herstalienne  | 82   | Herstal      | ??                            | 1922-1923 (5e)  | 5 saisons   | 5e Série B         |
| 10 | Saint-Ignace Sporting Club Anvers  | 29   | Deurne       | ??                            | 1923-1924 (4e)  | 4 saisons   | 5e Série A         |
| 11 | Voetbal Vereeniging Oude God Sport | 68   | Mortsel      | ??                            | 1923-1924 (4e)  | 4 saisons   | 6e Série A         |
| 12 | Boom Football Club                 | 58   | Boom         | ??                            | 1924-1925 (3e)  | 4 saisons   | 2e Série B         |
| 13 | Skill Racing Union                 | 34   | Verviers     | ??                            | 1925-1926 (2e)  | 3 saisons   | 7e Série A         |
| 14 | Football Club Turnhout             | 148  | Turnhout     | ??                            | 1925-1926 (2e)  | 2 saisons   | 3e Série A         |

### Localisations
| \| Bruxelles · SC Anderlechtois · Uccle Sport · White Star AC Liège · FC Liègeois · Tilleur FC · + · AS Herstalienne Turnhout Oude God St-Ignace SC Liersche SK Lyra Boom FC Bruxelles Liège CS Verviétois SRU Verviers \| Localisation des clubs engagés en Division 1 1926-1927 |
| Bruxelles · SC Anderlechtois · Uccle Sport · White Star AC Liège · FC Liègeois · Tilleur FC · + · AS Herstalienne Turnhout Oude God St-Ignace SC Liersche SK Lyra Boom FC Bruxelles Liège CS Verviétois SRU Verviers                                                              |

### Localisation des clubs bruxellois
Les 3 cercles bruxellois sont :
(6) SC Anderlechtois
(9) Uccle Sport
(14) White Star AC

### Localisation des clubs liégeois + Herstal
Les 3 cercles liégeois sont :
(1) FC Liégeois
(11) R. Tilleur FC
+
(13) AS Herstalienne

## Classement
- Le nom des clubs est celui employé à l'époque

Légende
- Champion & Promu en Division d'Honneur
- 2e montant en Division d'Honneur
- Barrages de maintien
- Relégation en Promotion (D3)

Abréviations
 : Relégué de Division d'Honneur 1925-1926
| Rang | Équipe               | Pts | J  | G  | N | P  | Bp | Bc | Diff |
| ---- | -------------------- | --- | -- | -- | - | -- | -- | -- | ---- |
| 1    | LIERSCHE SK          | 40  | 26 | 17 | 6 | 3  | 63 | 33 | +30  |
| 2    | SC Anderlechtois     | 38  | 26 | 16 | 6 | 4  | 76 | 42 | +34  |
| 3    | R. Tilleur FC        | 30  | 26 | 13 | 4 | 9  | 62 | 47 | +15  |
| 4    | Uccle Sport          | 29  | 26 | 13 | 3 | 10 | 70 | 51 | +19  |
| 5    | R. FC Liégeois       | 29  | 26 | 10 | 9 | 7  | 39 | 36 | +3   |
| 6    | FC Turnhout          | 28  | 26 | 13 | 2 | 11 | 52 | 47 | +5   |
| 7    | R. CS Verviétois     | 25  | 26 | 11 | 3 | 12 | 56 | 55 | +1   |
| 8    | Boom FC              | 25  | 26 | 10 | 5 | 11 | 45 | 63 | -18  |
| 9    | TSV Lyra             | 23  | 26 | 9  | 5 | 12 | 45 | 49 | -4   |
| 10   | White Star Woluwe AC | 23  | 26 | 9  | 5 | 12 | 40 | 44 | -4   |
| 11   | VV Oude God Sport    | 22  | 26 | 8  | 6 | 12 | 46 | 54 | -8   |
| 12   | AS Herstalienne      | 20  | 26 | 6  | 8 | 12 | 42 | 52 | -10  |
| 13   | St-Ignace SC Anvers  | 19  | 26 | 9  | 1 | 16 | 44 | 68 | -24  |
| 14   | Skill Racing Union   | 13  | 26 | 4  | 5 | 17 | 35 | 74 | -39  |

## Déroulement de la saison

### Résultats des rencontres
| Résultats (▼dom., ►ext.)                                   | 1 | 2 | 3 | 4 | 5 | 6 | 7 | 8 | 9 | 10 | 11 | 12 | 13 | 14 |
|                                                            |   | - | - | - | - | - | - | - | - | -  | -  | -  | -  | -  |
|                                                            | - |   | - | - | - | - | - | - | - | -  | -  | -  | -  | -  |
|                                                            | - | - |   | - | - | - | - | - | - | -  | -  | -  | -  | -  |
|                                                            | - | - | - |   | - | - | - | - | - | -  | -  | -  | -  | -  |
|                                                            | - | - | - | - |   | - | - | - | - | -  | -  | -  | -  | -  |
|                                                            | - | - | - | - | - |   | - | - | - | -  | -  | -  | -  | -  |
|                                                            | - | - | - | - | - | - |   | - | - | -  | -  | -  | -  | -  |
|                                                            | - | - | - | - | - | - | - |   | - | -  | -  | -  | -  | -  |
|                                                            | - | - | - | - | - | - | - | - |   | -  | -  | -  | -  | -  |
|                                                            | - | - | - | - | - | - | - | - | - |    | -  | -  | -  | -  |
|                                                            | - | - | - | - | - | - | - | - | - | -  |    | -  | -  | -  |
|                                                            | - | - | - | - | - | - | - | - | - | -  | -  |    | -  | -  |
|                                                            | - | - | - | - | - | - | - | - | - | -  | -  | -  |    | -  |
|                                                            | - | - | - | - | - | - | - | - | - | -  | -  | -  | -  |    |
| - Victoire à domicile - Match nul - Victoire à l'extérieur |   |   |   |   |   |   |   |   |   |    |    |    |    |    |

## Récaptitulatif de la saison
- Champion : Liersche SK (1er titre en D2)
- Troisième titre de « D2 » pour la Province d'Anvers.
- Deuxième promu : CS Anderlechtois.

| Région flamande (7)             | Région flamande (7) | Province de Brabant (3)      | Province de Brabant (3) | Région wallonne (5)    | Région wallonne (5) |
| ------------------------------- | ------------------- | ---------------------------- | ----------------------- | ---------------------- | ------------------- |
| Province d'Anvers               | 6                   | Région de Bruxelles-Capitale | 3                       | Province de Hainaut    | 0                   |
| Province de Flandre-Occidentale | 0                   | Province du Brabant flamand  | 0                       | Province de Liège      | 5                   |
| Province de Flandre-Orientale   | 1                   | Province du Brabant wallon   | 0                       | Province de Luxembourg | 0                   |
| Province de Limbourg            | 0                   |                              |                         | Province de Namur      | 0                   |

1. ↑  Au niveau footballistique, la province de Brabant est toujours unitaire malgré sa partition territoriale en 1995.

## Montée / Relégation
Le Liersche SK est promu en Division d'Honneur et devient le 9e club différent de la Province d'Anvers à atteindre la plus haute division belge. Le SC Anderlechtois remonte douze mois après avoir été relégué.
L'AS Herstalienne, St-Ignace SC Anvers et le Skill Racing Union sont relégués en Promotion. Ces trois clubs cèdent leur place à Courtrai Sport, au CS Tongrois et au Fléron FC.

## Création du registre matriculaire
C'est durant cette saison 1926-1927 qu'est instauré le système de numérotation matriculaire des clubs de football belges. La parternité de ce « registre » est attribuée à Alfred Verdyck, ancien joueur, entraîneur et dirigeant de l'Antwerp, devenu Secrétaire Général de l'URBSFA.
Secrétaire Général de la Fédération, Verdyck, qui est aussi entraîneur de l'Antwerp, imagine et initie ce système qui attribue un numéro d'inscription à chaque club.
La règle est que les clubs reçoivent leur numéro matricule dans l'ordre de leur affiliation à la Fédération (URBSFA).
La première liste est publiée en décembre 1926. La numérotation initiale prend en compte l'ancienneté des cercles par rapport à leur fondation. Le Royal Antwerp Football Club se voit attribuer le numéro 1, comme plus vieux club du pays, une assertion que certains historiens et documentalistes remettent parfois en doute de nos jours.
Dans les huit premiers numéros, sept sont attribués aux clubs fondateurs de la Fédération en 1895 et toujours en activité, trois cercles ayant entretemps disparu.
Curieusement, le Daring reçoit le 2 alors qu'il a été créé « après » des fondateurs de l'UBSSA. D'autres « litiges » sont soulevés, comme le 7 de La Gantoise (fondatrice de la Fédération ⇒ voir 1895-1896) par rapport au 11 du RC de Gand. Ce club existait avant la création de la section football de La Gantoise. Ces désaccords font désormais partie du folklore du football belge.
Jusqu'en 1964, toute fusion de clubs engendre la création d'un nouveau matricule pour le club fusionné et l'effacement des anciens matricules. Depuis, la règle a été modifiée, et le club fusionné choisit avec quel matricule parmi ceux des différents clubs le composant il continue à jouer.
Quasi unique monde, le matricule est le « passeport des clubs », puisque, entre autres, c'est lui qui autorise les clubs à prendre part aux compétitions et détermine l'appartenance à une division.
Voir les 100 premiers matricules.